# Derek Royle
Derek Royle (Redditch, 7 september 1928 - Londen, 23 januari 1990) was een Brits acteur die vanaf de jaren 60 tot zijn dood speelde op toneel, in films en in tv-series. 
Royle had een bijrol in de Beatlesfilm Magical Mystery Tour uit 1967 en een kleine rol met Cilla Black in de film Work Is a Four-Letter Word, een jaar later. Hij speelde vaak in comedy's zoals Don't Just Lie There, Say Something! (1973) en Fawlty Towers. Hij speelde in diverse televisieseries, waaronder de rol van Monsieur Ernest LeClerc in de zesde serie van  'Allo 'Allo!. Opmerkelijk was dat hij de tweelingbroer speelde van Roger LeClerc, een rol die door Jack Haig gespeeld werd die tussen het vijfde en zesde seizoen overleed. Royle zelf zou tussen het zesde en zevende seizoen overlijden. 
Hij stierf op 61-jarige leeftijd aan de gevolgen van kanker. Zijn dochters Amanda en Carol Royle werden ook actrice.
- Gemeinsame Normdatei: 1062284852
- International Standard Name Identifier: 0000 0003 7590 7910
- Library of Congress Control Number: n2012044366
- MusicBrainz: e2055119-e8c2-4569-973a-54d23961a6ab
- Virtual International Authority File: 252535700
- WorldCat: E39PBJyrXMdJdWp44kRdJcDpfq